# Schort
Een schort is een kledingstuk dat voorgebonden wordt om over andere kleding heen te dragen om deze en de drager zelf te beschermen. In de meeste huizen hangen wel een of meer schorten die worden gebruikt bij het koken of andere klussen die de kleding kunnen bevuilen. Een voorschoot vooral door vrouwen en kinderen gedragen wordt boezelaar genoemd.
In warme landen waar men naakt loopt wordt de lap of doek die men voor de schaamdelen draagt ook schort genoemd. Verder wordt het begrip 'schort' gebruikt voor het vrouwelijk schaamdeel en voor de lichte haren rond het aars van reeën.

## Verschillende soorten schorten
- eva of evaatje: klein schortje, voornamelijk gebruikt door serveersters om de portefeuille in op te bergen
- loodschort: een lang schort van het middel tot de schoenen, soms niet meer dan een omgeslagen doek, gebruikt om bijvoorbeeld röntgenstraling tegen te houden.
- voorschoot: groot werkschort, bijvoorbeeld gebruikt door slagers of door lassers
- sloof: In de horeca draagt men vaak een sloof doorgaans van de heup tot op de voeten (100x100cm), ook koks dragen een sloof onder hun koksjas.
- schoenmakerssloof: schort met halter en tot op de voeten, voorzien van 2 zakken.
- halterschort: het "gewone" keukenschort.
- plastic schort: Dit is een wegwerpartikel dat vaak wordt gebruikt in de zorg.
- pvc-schort: Waterdicht en gebruikt in de afwaskeuken of vishandel.
- latex schort: Veel gebruikt in de seksindustrie.

## Selectie uit de collectie schorten van het Tropenmuseum
Het Wereldmuseum in Amsterdam bezit een collectie schorten uit verschillende culturen.

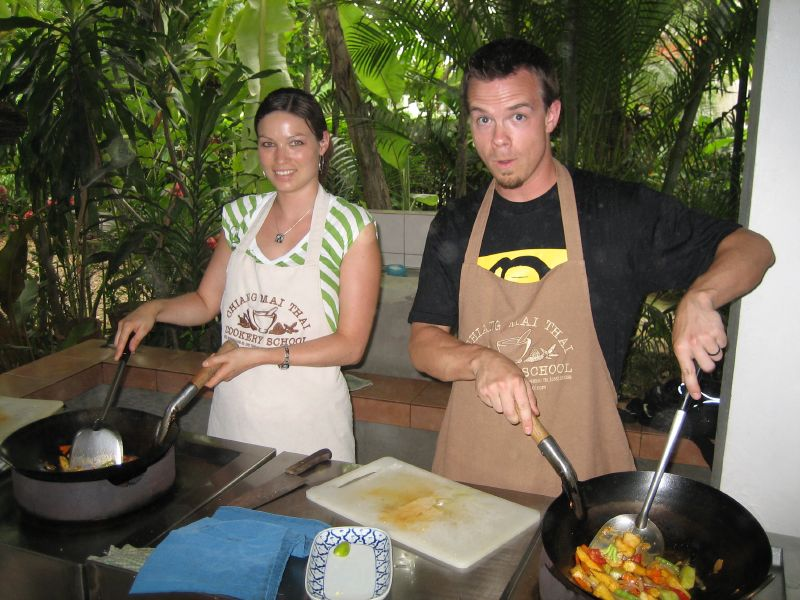
Wok cooking met schorten voor, in Thailand
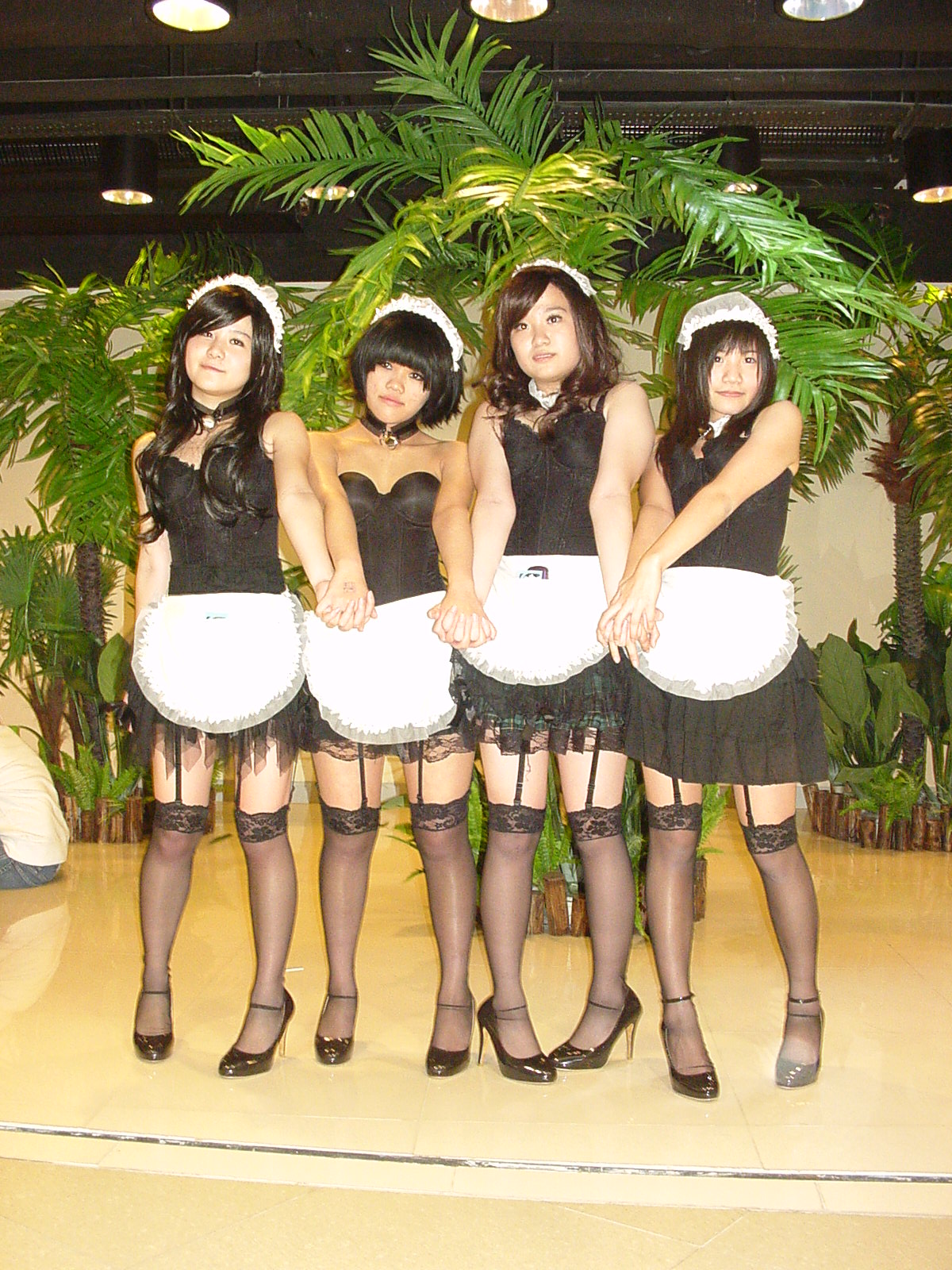
Evaatjes
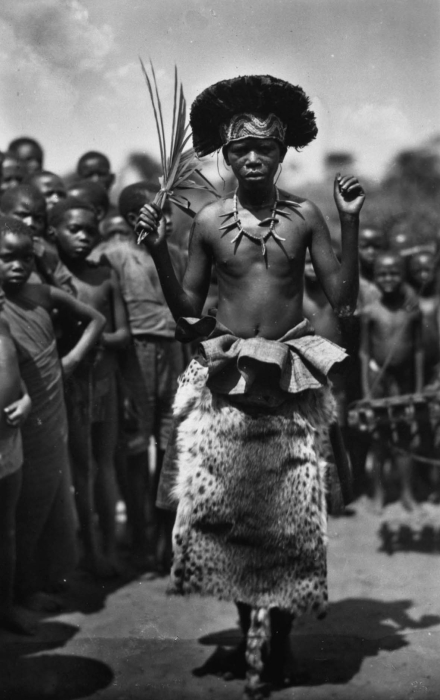
Bakamputu-danser met een schort van luipaardenbont. (Collectie Stichting Nationaal Museum van Wereldculturen)
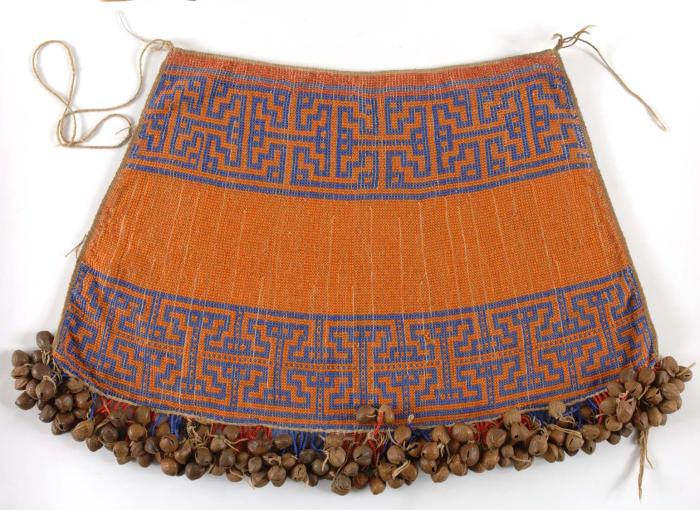
Surinaamse dansschort
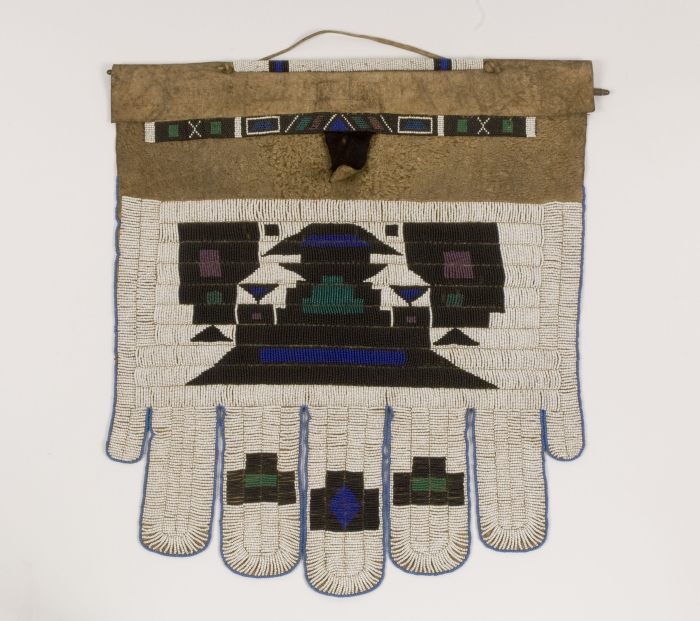
Schort voor gehuwde vrouwen uit Transvaal SA
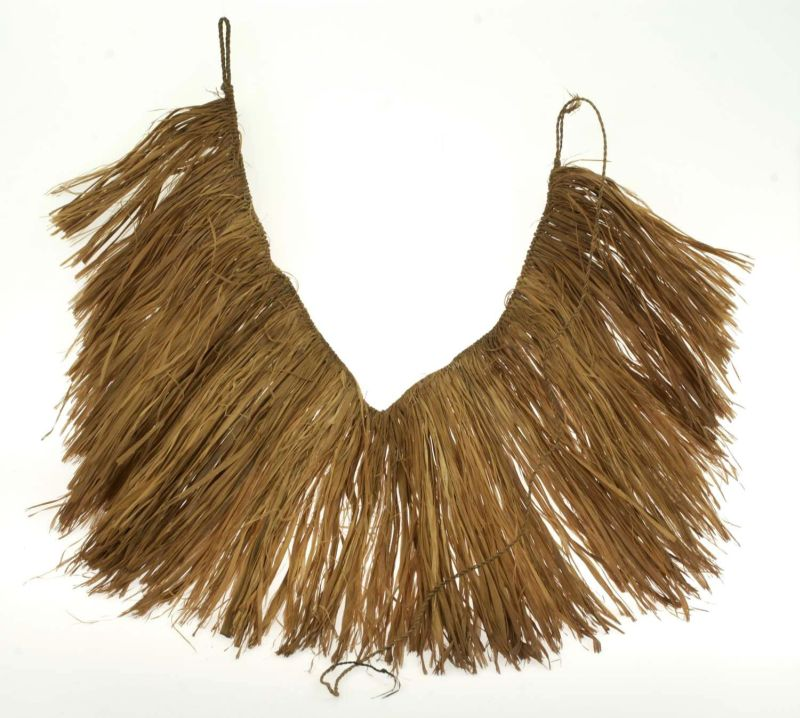
Voorschoot om bij regen de lendengordel droog te houden uit Sulawesi Ind.
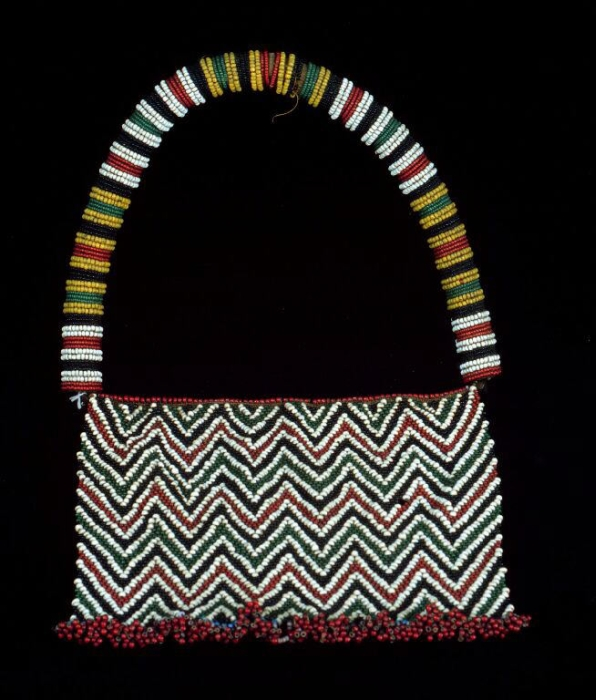
Lendengordel met schort van kralen uit Natal SA
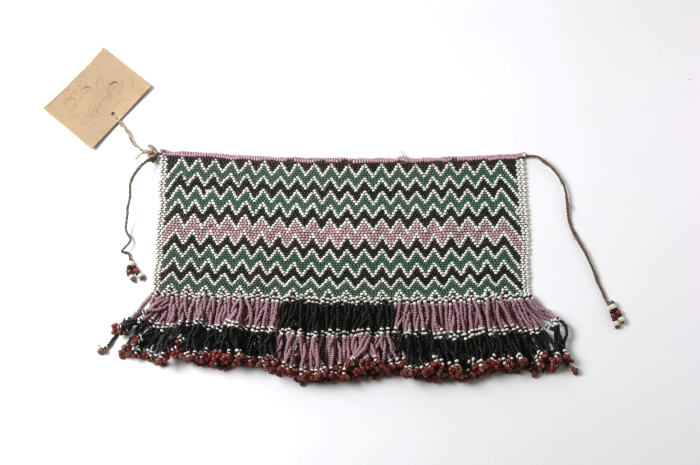
Kralenschort uit Zuid-Afrika
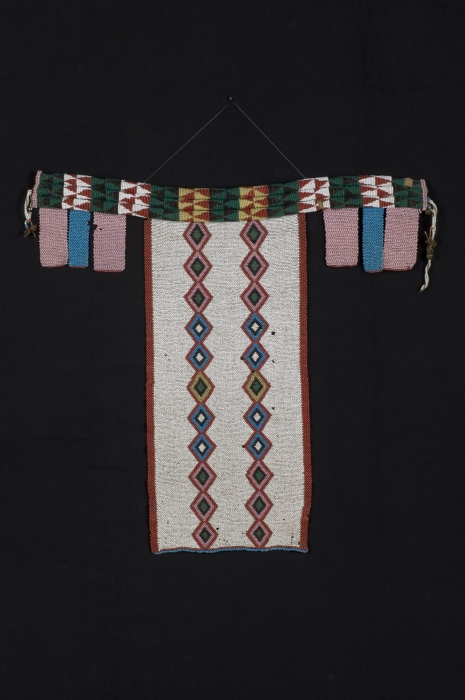
Zulu kralenschort